# Tessa Thompson
Tessa Lynne Thompson, född 3 oktober 1983 i Los Angeles, är en amerikansk skådespelare.
Thompson har bland annat spelat rollen som Jackie Cook i TV-serien Veronica Mars och medborgarrättsaktivisten Diane Nash i långfilmen Selma (2014).

## Filmografi (i urval)
- 2005–2006 – Veronica Mars (TV-serie) (22 avsnitt)
- 2006 – When a Stranger Calls
- 2007 – Hidden Palms (TV-serie) (7 avsnitt)
- 2008 – Make It Happen
- 2008 – The Human Contract
- 2009 – Mississippi Damned
- 2009 – Heroes (TV-serie) (3 avsnitt)
- 2010 – Everyday Black Man
- 2010 – Exquisite Corpse
- 2010 – For Colored Girls
- 2010–2011 – Detroit 1-8-7 (TV-serie) (3 avsnitt)
- 2011 – Periphery
- 2011 – Red & Blue Marbles
- 2012 – Murder on the 13th Floor
- 2012 – Copper (TV-serie) (22 avsnitt)
- 2013 – Automotive
- 2014 – Grantham & Rose
- 2014 – Dear White People
- 2014 – Selma
- 2015 – Creed
- 2016 – War on Everyone
- 2016 – Salt Water
- 2016–2020 – Westworld (TV-serie)
- 2017 – South Dakota
- 2017 – Thor: Ragnarök
- 2018 – Dear White People (TV-serie) (2 avsnitt)
- 2018 – Sorry to Bother You
- 2018 – Annihilation
- 2018 – Furlough
- 2018 – Little Woods
- 2018 – Creed II
- 2019 – Avengers: Endgame
- 2019 – Men in Black: International
- 2019 – Lady and the Tramp (röst)
- 2022 – Thor: Love and Thunder
- 2023 – Creed III
- 2025 – Hedda